# B2G
B2G (від англ. Business-to-government) — відносини між бізнесом і державою. Зазвичай термін використовується для класифікації систем електронної комерції. Прикладом B2G-систем можуть служити системи електронних держзакупівель.